# Калейдоскоп (серіал, 2023)
«Калейдоскоп» (англ. Kaleidoscope) — американський серіал-антологія 2023 року у жанрі драми та створений компаніями Nano Chameleon, Automatik Entertainment, Scott Free Productions. В головних ролях — Джанкарло Еспозіто, Руфус Сьюелл, Пас Вега, Пітер Марк Кендалл, Росалін Ельбай, Джай Кортні, Таті Габріель.
Серіал вийшов на Netflix 1 січня 2023 року.
Серіал має 1 сезон. Завершився 8-м епізодом, який вийшов у ефір 1 січня 2023 року.
Режисер серіалу — Еверардо Ґоут, Роберт Таунсенд, Майрзі Алмас, Рассел Файн.
Сценарист серіалу — Ерік Гарсія, Еван Ендікотт, Джош Стоддард, Гаррет Лернер, Кейт Барноу, Нін Джоу, Келен Іган.

## Сюжет
Майстерний злодій і його команда замислюють грандіозне пограбування на суму 7 мільйонів доларів. Але зрада, жадібність й інші перешкоди зривають їхні плани.

## Актори та персонажі

### Головні
| Актор              | Роль                        |
| ------------------ | --------------------------- |
| Джанкарло Еспозіто | Лео Пап / Рей Вернона       |
| Руфус Сьюелл       | Роджер Салас / Грахам Девіс |
| Пас Вега           | Ава Мерсер                  |
| Пітер Марк Кендалл | Стен Луміс                  |
| Росалін Ельбай     | Джуді Гудвін                |
| Джай Кортні        | Боб Гудвін                  |
| Таті Габріель      | Ханна Кім                   |
| Остін Ель Фішер    | Ханна Вернон                |

### Повторювані
| Актор            | Роль                   |
| ---------------- | ---------------------- |
| Джордан Мендоса  | Р. Дж. Акоста молодший |
| Хемкі Мадера     | Карлос Суджо           |
| Сучжон Сон       | Ліз Кім                |
| Джон Ганс Тестер | Штефан Тіле            |
| Ніуша Нур        | Назан Аббасі           |
| Бубба Вейлер     | Семюель Тобі           |

### Запрошена зірка
| Актор        | Роль              |
| ------------ | ----------------- |
| Патч Дарраг  | Ендрю Ковінгтон   |
| Річард Мазур | лікар Вагнер      |
| Тіна Бенко   | Дженніфер Гельман |
| Віт Вошінг   | Тед Гоф           |
| Робінн Лі    | Лілі Вернон       |
| Макс Казелла | Тако              |
| Крейг Уолкер | Самсон            |

## Сезони
| Сезон | Епізоди | Епізоди | Оригінальний показ | Оригінальний показ | Оригінальний показ |
| Сезон | Епізоди | Епізоди | Перший показ       | Останній показ     | Мережа             |
| ----- | ------- | ------- | ------------------ | ------------------ | ------------------ |
| 1     | 8       | 8       | 1 січня 2023       | 1 січня 2023       | Netflix            |

## Список серій

### Сезон 1 (2023)
Усі вісім епізодів можна дивитися в довільному порядку. Вступ («Чорний») пояснює концепцію шоу.
| № | # | Назва                                                                               | Режисер         | Сценарист                    | Перший ефір у США |
| --- | - | ----------------------------------------------------------------------------------- | --------------- | ---------------------------- | ----------------- |
| 1 | 1 | «Жовтий (за шість тижнів до пограбування)» «"Yellow" (6 Weeks Before the Heist)»    | Еверардо Ґоут   | Ерік Гарсія                  | 1 січня 2023      |
| Лео збирає команду, щоб викрасти мільярди з недоступного сховища в Нью-Йорку. Перше завдання — забезпечити стартовий капітал.                                               |   |                                                                                     |                 |                              |                   |
| 2 | 2 | «Зелений (за сім років до пограбування)» «"Green" (7 Years Before the Heist)»       | Роберт Таунсенд | Еван Ендікотт, Джош Стоддард | 1 січня 2023      |
| Жахливий діагноз змушує Лео заручитися допомогою співкамерника й утекти з в’язниці. Після сповненого емоцій возз’єднання Лео починає планувати помсту.                      |   |                                                                                     |                 |                              |                   |
| 3 | 3 | «Синій (за п’ять днів до пограбування)» «"Blue" (5 Days Before the Heist)»          | Еверардо Ґоут   | Гаррет Лернер                | 1 січня 2023      |
| На тлі новин про ураган, що насувається на місто, команда починає втілювати в життя свій заплутаний план. Параноїк Роджер розбирається із загрозою. ФБР отримує інформацію. |   |                                                                                     |                 |                              |                   |
| 4 | 4 | «Помаранчевий (за три тижні до пограбування)» «"Orange" (3 Weeks Before the Heist)» | Майрзі Алмас    | Кейт Барноу                  | 1 січня 2023      |
| За кілька тижнів до пограбування загін натрапляє на деякі перешкоди. ФБР підбирається до Ейви, а Боб намагається впоратися з травмою. Агент Назан користується нагодою.     |   |                                                                                     |                 |                              |                   |
| 5 | 5 | «Фіолетовий (за 24 роки до пограбування)» «"Violet" (24 Years Before the Heist)»    | Роберт Таунсенд | Нін Джоу                     | 1 січня 2023      |
| У минулому сім’янин Лео намагається залишити злочинне життя позаду, але приваблива робота й переконливий партнер ускладнюють відмову від старих звичок.                     |   |                                                                                     |                 |                              |                   |
| 6 | 6 | «Червоний (ранок після пограбування)» «"Red" (The Morning After the Heist)»         | Рассел Файн     | Ерік Гарсія                  | 1 січня 2023      |
| Команда перегрупується після пограбування та починає ставити питання, що пішло не так і кому можна довіряти. Агент ФБР Назан робить приголомшливе відкриття.                |   |                                                                                     |                 |                              |                   |
| 7 | 7 | «Рожевий (пів року після пограбування)» «"Pink" (6 Months After the Heist)»         | Майрзі Алмас    | Келен Іган                   | 1 січня 2023      |
| Команда залягає на дно після пограбування та натрапляє на нові труднощі. Роджер укладає несподіваний союз. ФБР розслідують зачіпку в Південній Кароліні.                    |   |                                                                                     |                 |                              |                   |
| 8 | 8 | «Білий (пограбування)» «"White" (The Heist)»                                        | Рассел Файн     | Ерік Гарсія                  | 1 січня 2023      |
| Досвідчений злочинець із командою розробляють складну схему проникнення в захищене сховище, але змушені відступити від плану, коли все йде шкереберть.                      |   |                                                                                     |                 |                              |                   |

## Відгуки критиків
| Сезон | Відгуки критиків   | Відгуки критиків |
| Сезон | Rotten Tomatoes    | Metacritic       |
| ----- | ------------------ | ---------------- |
| 1     | 49 % (35 рецензій) | 59 (14 рецензій) |

#### Сезон 1
На сайті-агрегаторі рецензій Rotten Tomatoes перший сезон має 49 % «свіжості» на основі 35 рецензій із середнім рейтингом 6,3/10.
На Metacritic серіал отримав 59 балів зі 100 на основі 14 рецензій від кінокритиків, що свідчить про «загалом змішані рецензії».